# Liste der Baudenkmale in Malchow (Mecklenburg)
In der Liste der Baudenkmale in Malchow sind alle denkmalgeschützten Bauten der Stadt Malchow (Mecklenburg-Vorpommern) und ihrer Ortsteile aufgelistet. Grundlage ist die Veröffentlichung der Denkmalliste des Landkreises Müritz mit dem Stand vom April 2010.

## Baudenkmale nach Ortsteilen

### Malchow

#### Denkmalbereiche
| ID | Lage    | Bezeichnung | Beschreibung | Bild                                                                         |
| -- | ------- | --- | ------------ | ---------------------------------------------------------------------------- |
|    | (Karte) | Erddamm und Altstadtinsel Malchow, Drehbrücke, Kurze Straße und Lange Straße                                                                                      |              | Erddamm und Altstadtinsel Malchow, Drehbrücke, Kurze Straße und Lange Straße |
|    | (Karte) | Bachstraße 1–39 (Westsiedlung Malchow), Beethovenstraße 1–33, Heinestraße 1–28, Mozartstraße 1–47, Platz der Freiheit 1–5, Reuterstraße 1–31, Schubertstraße 1–60 |              |                                                                              |

#### Einzeldenkmale
| ID | Lage                                             | Bezeichnung | Beschreibung                                                           | Bild |
| -- | ------------------------------------------------ | --- | ---------------------------------------------------------------------- | --- |
|    | Alter Kirchhofsweg 1/2/3/4/5/6                   | Scheune – Fachwerkteil                                                                                                 |                                                                        | |
|    | Alter Markt 1 (Karte)                            | Rathaus | 2-gesch. klassizistischer Fachwerksbau von 1821, 2004 saniert          | Rathaus |
|    | Alter Markt 4 (Karte)                            | Wohnhaus |                                                                        | |
|    | Alter Markt 5 (Karte)                            | Stadtarchiv | Früher Wohnhaus und Standesamt, heute Stadtarchiv Malchow              | Stadtarchiv |
|    | Alter Markt 6 (Karte)                            | Wohnhaus und Stall |                                                                        | |
|    | Alter Markt 7 (Karte)                            | Haustür |                                                                        | Haustür |
|    | Am Güterbahnhof (Karte)                          | Güterabfertigungsgebäude                                                                                               |                                                                        | |
|    | August-Bebel-Str. 18 (Karte)                     | Villa |                                                                        | |
|    | August-Bebel-Str. 20 (Karte)                     | Wohnhaus |                                                                        | |
|    | August-Bebel-Str. 25 (Karte)                     | ehemalige Schnitterkaserne (Wohnhaus)                                                                                  |                                                                        | |
|    | August-Bebel-Str. 27 (Karte)                     | Schornstein des ehemaligen Sägewerkes (neue Rehaklinik)                                                                |                                                                        | |
|    | Bachstraße 10/12 (Karte)                         | Wohnhaus |                                                                        | |
|    | Bachstraße 17/19 (Karte)                         | Wohnhaus |                                                                        | |
|    | Bachstraße 30/32 (Karte)                         | Wohnhaus |                                                                        | |
|    | Bachstraße 34/36 (Karte)                         | Wohnhaus |                                                                        | |
|    | Bahnhofstraße (Karte)                            | Lokschuppen |                                                                        | |
|    | Bahnhofstraße 27 (Karte)                         | ehemalige Molkerei |                                                                        | |
|    | Bahnhofstraße 31 (Karte)                         | Bahnhof mit Güterschuppen                                                                                              |                                                                        | Bahnhof mit Güterschuppen                                                                                              |
|    | Beethovenstraße 18/20 (Karte)                    | Doppelwohnhaus, Flur 4, Flurstücke 14/253, 14/254                                                                      |                                                                        | |
|    | Beethovenstraße 7/9/11/13 (Karte)                | Wohnblock |                                                                        | |
|    | Bergstraße 2a (Karte)                            | ehemalige Tuchfabrik mit Produktionsgebäude, Trafostation, Schornstein, Fachwerkspeicher und zweigeschossigem Heizhaus |                                                                        | ehemalige Tuchfabrik mit Produktionsgebäude, Trafostation, Schornstein, Fachwerkspeicher und zweigeschossigem Heizhaus |
|    | Bergstraße 2a                                    | Speicher mit Färberei                                                                                                  |                                                                        | |
|    | Biestorfer Weg                                   | Jüdischer Friedhof mit Doppelgrabstein                                                                                 |                                                                        | Weitere Bilder |
|    | Biestorfer Weg (Karte)                           | Städtischer Friedhof mit 2 Torhäusern und Eingangspforte und den Grabstätten Becker und Haese                          |                                                                        | |
|    | Erddamm (Karte)                                  | Erddamm mit Gedenkstein für F. Meyer von 1946                                                                          |                                                                        | Weitere Bilder |
|    | Friedrich-Ebert-Str.                             | Speicher zur Mühle |                                                                        | |
|    | Friedrich-Ebert-Straße (Karte)                   | Windmühle | Galerieholländer von um 1880, ab 1995 saniert                          | Windmühle |
|    | Güstrower Straße 2/Ecke Kirchenstr. 20 (Karte)   | Wohnhaus mit Nebengelass                                                                                               |                                                                        | |
|    | Güstrower Straße 4 (Karte)                       | Schmiede zur Kirchenstraße                                                                                             |                                                                        | Schmiede zur Kirchenstraße                                                                                             |
|    | Güstrower Straße 12 (Karte)                      | Wohnhaus |                                                                        | |
|    | Güstrower Straße 14 (Karte)                      | Wohn- und Geschäftshaus                                                                                                |                                                                        | |
|    | Güstrower Straße 23 (Karte)                      | ehemaliges Büring-Hotel                                                                                                |                                                                        | ehemaliges Büring-Hotel                                                                                                |
|    | Güstrower Straße 31 (Karte)                      | Wohn- und Geschäftshaus                                                                                                |                                                                        | |
|    | Güstrower Straße 35 (Karte)                      | Wohn- und Geschäftshaus                                                                                                |                                                                        | |
|    | Güstrower Straße 57 (Karte)                      | Wohnhaus und |                                                                        | Wohnhaus und |
|    | Güstrower Straße 57                              | 1. Hinterhaus |                                                                        | |
|    | Güstrower Straße 57                              | 2. Hinterhaus |                                                                        | |
|    | Güstrower Straße 60 (Karte)                      | Wohn- und Geschäftshaus                                                                                                |                                                                        | Wohn- und Geschäftshaus                                                                                                |
|    | Güstrower Straße 72 (Karte)                      | Post |                                                                        | Post |
|    | Güstrower Straße 74 (Karte)                      | Villa mit Turm |                                                                        | Villa mit Turm |
|    | Güstrower Straße 74 (Karte)                      | Pavillon der Villa |                                                                        | |
|    | Güstrower Straße 76 (Karte)                      | Villa |                                                                        | Villa |
|    | Güstrower Straße 78 (Karte)                      | Villa Steinlein |                                                                        | Villa Steinlein |
|    | Güstrower Straße 79 (Karte)                      | Wohn- und Geschäftshaus                                                                                                |                                                                        | Wohn- und Geschäftshaus                                                                                                |
|    | Heinestraße 1/2 (Karte)                          | Wohnhaus=Torhaus, Flurstücke 14/511 und 14/248                                                                         |                                                                        | |
|    | Heinestraße 3/5                                  | Doppelwohnhaus |                                                                        | |
|    | Heinestraße 4/6                                  | Doppelwohnhaus |                                                                        | |
|    | Heinestraße 7/8/9 (Karte)                        | Doppelwohnhaus |                                                                        | |
|    | Heinestraße 28 (Karte)                           | Mehrfamilienhaus, ehemaliges Wohnheim                                                                                  |                                                                        | |
|    | Karower Chaussee 4 (Karte)                       | ehemalige Nobel AG, Aussiedlerwohnheim (Thälmannsiedlung)                                                              |                                                                        | ehemalige Nobel AG, Aussiedlerwohnheim (Thälmannsiedlung)                                                              |
|    | Karower Chaussee 4                               | Bunker |                                                                        | |
|    | Kirchenstraße (Karte)                            | Kirche (Stadtkirche)                                                                                                   | Neugotische einschiffige Kreuzkirche von 1873                          | Weitere Bilder |
|    | Kirchenstraße (Karte)                            | Kriegerdenkmal 1870/71, Deutsch-Französischer Krieg                                                                    |                                                                        | |
|    | Kirchenstraße-an der Kirche                      | Gedenkstein des Turnvereins – Erster Weltkrieg                                                                         |                                                                        | |
|    | Kirchenstraße-an der Kirche (Karte)              | Kriegerdenkmal 1914–1918 (von W. Wandschneider)                                                                        | Kriegerdenkmal 1914–1918 (von W. Wandschneider)                        | |
|    | Kirchenstraße 3 (Karte)                          | Wohn- und Geschäftshaus                                                                                                |                                                                        | |
|    | Kirchenstraße 7 (Karte)                          | Wohn- und Geschäftshaus                                                                                                |                                                                        | |
|    | Kirchenstraße 9/zur Mühlenstr. (Karte)           | Backsteinspeicher in der Mühlenstraße                                                                                  |                                                                        | |
|    | Kirchenstraße 11 (Karte)                         | Wohnhaus mit ehemaliger Schmiede                                                                                       |                                                                        | Wohnhaus mit ehemaliger Schmiede                                                                                       |
|    | Kirchenstraße 21/23 (Karte)                      | Schule mit Verbindungstrakt                                                                                            |                                                                        | |
|    | Kirchenstraße 26 (Karte)                         | ehemaliges Kino Film Palast                                                                                            | Architekt Heinrich Handorf, Schwerin, Entwurf-Bau 1955, Eröffnung 1957 | ehemaliges Kino Film Palast                                                                                            |
|    | Kirchenstraße 31 (Karte)                         | ehemaliger Speicher |                                                                        | |
|    | (Karte)                                          | Kloster, Friedhof |                                                                        | Weitere Bilder |
|    |                                                  | Kloster, Friedhofsmauer                                                                                                |                                                                        | |
|    |                                                  | Kloster, Kapelle auf dem Friedhof                                                                                      |                                                                        | Kloster, Kapelle auf dem Friedhof                                                                                      |
|    | (Karte)                                          | Kloster, Klosterkirche                                                                                                 |                                                                        | Kloster, Klosterkirche                                                                                                 |
|    | Kloster 7a                                       | Schmiede |                                                                        | |
|    | Kloster 20/21 (Karte)                            | Doppelwohnhaus und Nebengebäude                                                                                        |                                                                        | |
|    | Kloster 21/22 (Karte)                            | Nebengebäude |                                                                        | |
|    | Kloster 26 (Karte)                               | Pfarrhaus |                                                                        | Pfarrhaus |
|    | Kloster 26                                       | 1. Nebengebäude zur Pfarrstelle                                                                                        |                                                                        | |
|    | Kloster 26                                       | 2. Nebengebäude zur Pfarrstelle                                                                                        |                                                                        | |
|    | Kloster 27/28 (Karte)                            | Dominahaus mit |                                                                        | |
|    | Kloster 27/28                                    | Mauern |                                                                        | |
|    | Kloster 27/28                                    | Stallungen |                                                                        | |
|    | Kloster 29/30/31 (Karte)                         | Kreuzgangflügel mit Mauern                                                                                             |                                                                        | |
|    | Kloster 32/33/34 (Karte)                         | Kreuzgangflügel mit Stallungen und Mauern                                                                              |                                                                        | |
|    | Kloster 34/35 (Karte)                            | sogenannte Fischbank                                                                                                   |                                                                        | |
|    | Kloster 35/36/37 (Karte)                         | Damenstiftshaus mit Stallungen und Mauern                                                                              |                                                                        | |
|    | Kloster 38/39 (Karte)                            | ehemaliges Küchenmeisterhaus                                                                                           |                                                                        | |
|    | Kloster 38/39                                    | Stall |                                                                        | |
|    | Kloster 38/39                                    | Mauer |                                                                        | |
|    | Kloster 40/41/42/43 (Karte)                      | Konventualinnenhaus |                                                                        | Konventualinnenhaus |
|    | Kloster 44 (Karte)                               | ehemaliges Amtshaus |                                                                        | |
|    | Kloster 44                                       | Parkmauern und Baumbestand                                                                                             |                                                                        | |
|    | Kloster 44a (45) (Karte)                         | Inspektorenhaus |                                                                        | |
|    | Kloster 45                                       | Stall |                                                                        | |
|    | Kloster 45                                       | Mauern und Garten |                                                                        | |
|    | Kloster 45                                       | Freiflächen und Baumbestand                                                                                            |                                                                        | |
|    | Kloster 47 (Karte)                               | ehemaliges Stellmacherei = Museum                                                                                      |                                                                        | |
|    | Kloster 74 (Karte)                               | Ehemalige Ziegelei |                                                                        | |
|    | Kloster, an der Straße                           | Kriegerdenkmal 1914 – 1918                                                                                             |                                                                        | |
|    | Kloster, gegenüber Nr. 43                        | Ehemaliger Pferdestall                                                                                                 |                                                                        | |
|    | Klosteranlage                                    | Friedhofsportal |                                                                        | Friedhofsportal |
|    | Klosteranlage                                    | Freiflächen und Pflasterungen                                                                                          |                                                                        | |
|    | Klosteranlage                                    | Freiflächen und Straßen                                                                                                |                                                                        | |
|    | Klosteranlage                                    | Pflasterstraße |                                                                        | |
|    | an der Klosterkirche                             | Grabsteine von Rohr |                                                                        | |
|    | an der Klosterkirche                             | Grabsteine von Bülow                                                                                                   |                                                                        | |
|    | Klosterfriedhof                                  | 3 gusseiserne Grabkreuze der Familie Engel                                                                             |                                                                        | |
|    | Kurze Straße 3 (Karte)                           | Wohnhaus |                                                                        | |
|    | Kurze Straße 11 (Karte)                          | Wohnhaus |                                                                        | |
|    | Kurze Straße 13 (Karte)                          | Wohnhaus |                                                                        | |
|    | Kurze Straße 17 (Karte)                          | Wohnhaus |                                                                        | |
|    | Kurze Straße 27 (Karte)                          | Wohnhaus |                                                                        | |
|    | Kurze Straße 28 (Karte)                          | ehemaliges Amtsgericht                                                                                                 |                                                                        | |
|    | Kurze Straße 35 (Karte)                          | Wohnhaus |                                                                        | |
|    | Kurze Straße 37 (Karte)                          | Wohnhaus |                                                                        | |
|    | Kurze Straße 39 (Karte)                          | Wohnhaus |                                                                        | |
|    | Kurze Straße 49 (Karte)                          | Wohnhaus |                                                                        | |
|    | Kurze Straße 73 (Karte)                          | Wohnhaus |                                                                        | |
|    | Lagerstraße                                      | Gedenkstätte VdN (neue Gedenkstätte)                                                                                   |                                                                        | |
|    | Lagerstraße-neue Gedenkstätte (Karte)            | Gedenkstätte der Roten Armee                                                                                           |                                                                        | |
|    | Lange Straße (Karte)                             | Drehbrücke |                                                                        | Weitere Bilder |
|    | Lange Straße 12 (Karte)                          | Wohnhaus |                                                                        | Wohnhaus |
|    | Lange Straße 17 (Karte)                          | Wohn- und Geschäftshaus (Schmidt)                                                                                      |                                                                        | |
|    | Lange Straße 21 (Karte)                          | Wohn- und Geschäftshaus                                                                                                |                                                                        | |
|    | Lange Straße 23 (Karte)                          | Wohn- und Geschäftshaus                                                                                                |                                                                        | |
|    | Lange Straße 34 (Karte)                          | Wohn- und Geschäftshaus                                                                                                |                                                                        | Wohn- und Geschäftshaus                                                                                                |
|    | Lange Straße 38 (Karte)                          | Wohnhaus mit Speicher                                                                                                  |                                                                        | Wohnhaus mit Speicher                                                                                                  |
|    | Lange Straße 41 (Karte)                          | Wohn- und Geschäftshaus                                                                                                |                                                                        | Wohn- und Geschäftshaus                                                                                                |
|    | Lange Straße 46 (Karte)                          | Wohn- und Geschäftshaus                                                                                                |                                                                        | |
|    | Lange Straße 54 (Karte)                          | Pfarrhaus |                                                                        | Pfarrhaus |
|    | Lange Straße 58 (Karte)                          | Hauseingangstür |                                                                        | Hauseingangstür |
|    | Lange Straße 60 (Karte)                          | Wohnhaus |                                                                        | |
|    | Lange Straße 64 (Karte)                          | ehemalige Tischlerei Otto Kroschel                                                                                     |                                                                        | |
|    | Lange Straße 65 (Karte)                          | Wohnhaus |                                                                        | |
|    | Lange Straße 70 (Karte)                          | Kautabakfabrik |                                                                        | |
|    | Gewerbegebiet-Lindenallee                        | Windmühle mit Speicher zur Windmühle                                                                                   |                                                                        | |
|    | Mozartstraße 26/28 (Karte)                       | Siedlungshaus – Doppelwohnhaus                                                                                         |                                                                        | |
|    | Mühlenstraße 3 (Karte)                           | Wohnhaus |                                                                        | |
|    | Mühlenstraße 5 (Karte)                           | Wohnhaus |                                                                        | |
|    | Mühlenstraße 8 (Karte)                           | Wohnhaus |                                                                        | |
|    | Mühlenstraße 27 (Karte)                          | Wohnhaus |                                                                        | |
|    | Mühlenstraße 28 (Karte)                          | Wohnhaus |                                                                        | |
|    | Mühlenstraße 51 (Karte)                          | Wohnhaus |                                                                        | |
|    | Mühlenstraße 69/701/71 (Karte)                   | ehemalige Tuchfabrik                                                                                                   |                                                                        | |
|    | Mühlenstraße 69/70/71                            | 1. Kontorhaus zur Fabrik                                                                                               |                                                                        | |
|    | Mühlenstraße 69/70/71                            | 2. Kontorhaus |                                                                        | |
|    | Mühlenstraße 98/100/102 (Karte)                  | 3-Familienhaus |                                                                        | |
|    | Mühlenstraße 101 (Karte)                         | Wachgebäude / Kontor und Wache                                                                                         |                                                                        | |
|    | Mühlenstraße 101a,b,c,d,e (Karte)                | ehemalige Tuchfabrik, jetzt Wohnhaus                                                                                   |                                                                        | |
|    | Mühlenstraße 102 (Karte)                         | Wohnhaus – 3 Grundstücke                                                                                               |                                                                        | |
|    | Mühlenstraße 116 (Karte)                         | Wohnhaus |                                                                        | |
|    | Neue Heimat 1/3/5/7 (Karte)                      | Wohnblock |                                                                        | |
|    | Neue Heimat 2/4/6/8 (Karte)                      | Wohnblock |                                                                        | |
|    | Neue Heimat 9/11/13/15 (Karte)                   | Wohnblock |                                                                        | |
|    | Neue Heimat 16 (Karte)                           | Wohnhaus |                                                                        | |
|    | Platz der Freiheit 1 u. 2 (Westsiedlung) (Karte) | Teile des Wohnblocks                                                                                                   |                                                                        | |
|    | Platz der Freiheit 4/5 (Karte)                   | 2 Wohngebäude mit Tor                                                                                                  |                                                                        | |
|    | Platz der Freiheit 4/5 (Karte)                   | Wohnhaus mit Tor (Hausnr. 5)                                                                                           |                                                                        | |
|    | Straße der Jugend 2 (Karte)                      | Wasserwerk, Flur 21, Flurstück 8/12                                                                                    |                                                                        | |
|    | Straße der Jugend 6/8 (Karte)                    | Wohnhaus |                                                                        | |
|    | Teterower Chaussee                               | Gedenkstein für F. Hildebrandt                                                                                         |                                                                        | |
|    | Teterower Chaussee                               | Gedenkstätte für Rotarmisten / II. Weltkrieg                                                                           |                                                                        | |
|    | Teterower Chaussee 4                             | Villa mit Nebengelass                                                                                                  |                                                                        | |
|    | Teterower Chaussee 5 (Karte)                     | Mädchenwirtschaftsschule                                                                                               |                                                                        | |
|    | Thälmannsiedlung 1-4 (Karte)                     | ehem. Wohnhaus der Direktoren der Munitionsfabrik                                                                      |                                                                        | |
|    | Thälmannsiedlung 5/6 (Karte)                     | Wohnhaus |                                                                        | |
|    | Thälmannsiedlung 7/8 (Karte)                     | Wohnhaus |                                                                        | |
|    | Trostfeld 13 (Karte)                             | Wohnhaus |                                                                        | |

### Laschendorf
| ID | Lage                  | Bezeichnung | Beschreibung | Bild |
| -- | --------------------- | ----------- | ------------ | ---- |
|    | Dorfstraße 20 (Karte) | Speicher    |              |      |

### Sandfeld
| ID | Lage                                     | Bezeichnung                           | Beschreibung | Bild |
| -- | ---------------------------------------- | ------------------------------------- | ------------ | ---- |
|    | Kiefernhain 14/15/16/17/18/19/20         | Siedlungsreihenhaus                   |              |      |
|    | Kiefernhain 22/21                        | Siedlungshaus                         |              |      |
|    | Sandfeld 30/29 (Karte)                   | Siedlungsdoppelhaus                   |              |      |
|    | Sandfeld 28/27/26/25/24/23/22/21 (Karte) | Siedlungshausreihe mit 8 Grundstücken |              |      |
|    | Sandfeld 20/19/18/17/15/14/13 (Karte)    | Siedlungshausreihe mit 8 Grundstücken |              |      |
|    | Sandfeld 12/10/9/8/7/6/5 (Karte)         | Siedlungshausreihe mit 8 Grundstücken |              |      |
|    | Sandfeld 53/54/55/56 (Karte)             | Siedlungshausreihe mit 4 Grundstücken |              |      |
|    | Sandfeld 49/50/51/52 (Karte)             | Siedlungshausreihe mit 4 Grundstücken |              |      |
|    | Sandfeld 45/46/47/48 (Karte)             | Siedlungshausreihe mit 4 Grundstücken |              |      |
|    | Sandfeld 41/42/43/44 (Karte)             | Siedlungsreihenhaus                   |              |      |
|    | Sandfeld 37/38/39/40 (Karte)             | Siedlungshaus                         |              |      |
|    | Sandfeld 33/34/35/36 (Karte)             | Siedlungsreihenhaus – 4 Grundstücke   |              |      |
|    | Sandfeld 32/31 (Karte)                   | Siedlungshaus                         |              |      |
|    | Zum Recken 5 (Karte)                     | Siedlungshaus                         |              |      |
|    | Zum Recken 6 (Karte)                     | Siedlungshaus                         |              |      |
|    | Zum Recken 23 (Karte)                    | Siedlungshaus                         |              |      |
|    | Zum Recken 24 (Karte)                    | Siedlungshaus                         |              |      |
|    | Zum Recken 25 (Karte)                    | Siedlungshaus                         |              |      |
|    | Zum Recken 26 (Karte)                    | Siedlungshaus                         |              |      |
|    | Zum Recken 30/31 (Karte)                 | Siedlungsdoppelhaus                   |              |      |
|    | Zum Recken 15/16/17 (Karte)              | Wohnblock                             |              |      |
|    | Zum Recken 32 (Karte)                    | Siedlungshaus                         |              |      |
|    | Zum Recken 33 (Karte)                    | Siedlungshaus                         |              |      |

## Quelle
- Karte der Baudenkmale im Geoportal des Landkreises